# Bahrains Grand Prix
Bahrains Grand Prix blev for første gang arrangeret på Bahrain International Circuit i 2004. Siden da har det været en del af Formel 1-kalenderen hver sæson bortset fra 2011, hvor at det var aflyst som resultat af politiske uroligheder i landet.

## Vindere af Bahrains Grand Prix
| År   | Kører                                              | Konstruktør                                        | Bane                                               | Rapport |
| ---- | -------------------------------------------------- | -------------------------------------------------- | -------------------------------------------------- | ------- |
| 2023 | Max Verstappen                                     | Red Bull Racing Honda-RBPT                         | Sakhir                                             | Rapport |
| 2022 | Charles Leclerc                                    | Ferrari                                            | Sakhir                                             | Rapport |
| 2021 | Lewis Hamilton                                     | Mercedes                                           | Sakhir                                             | Rapport |
| 2020 | Lewis Hamilton                                     | Mercedes                                           | Sakhir                                             | Rapport |
| 2019 | Lewis Hamilton                                     | Mercedes                                           | Sakhir                                             | Rapport |
| 2018 | Sebastian Vettel                                   | Ferrari                                            | Sakhir                                             | Rapport |
| 2017 | Sebastian Vettel                                   | Ferrari                                            | Sakhir                                             | Rapport |
| 2016 | Nico Rosberg                                       | Mercedes                                           | Sakhir                                             | Rapport |
| 2015 | Lewis Hamilton                                     | Mercedes                                           | Sakhir                                             | Rapport |
| 2014 | Lewis Hamilton                                     | Mercedes                                           | Sakhir                                             | Rapport |
| 2013 | Sebastian Vettel                                   | Red Bull-Renault                                   | Sakhir                                             | Rapport |
| 2012 | Sebastian Vettel                                   | Red Bull-Renault                                   | Sakhir                                             | Rapport |
| 2011 | aflyst på grund af politiske uroligheder i Bahrain | aflyst på grund af politiske uroligheder i Bahrain | aflyst på grund af politiske uroligheder i Bahrain | Rapport |
| 2010 | Fernando Alonso                                    | Ferrari                                            | Sakhir                                             | Rapport |
| 2009 | Jenson Button                                      | Brawn-Mercedes                                     | Sakhir                                             | Rapport |
| 2008 | Felipe Massa                                       | Ferrari                                            | Sahkir                                             | Rapport |
| 2007 | Felipe Massa                                       | Ferrari                                            | Sahkir                                             | Rapport |
| 2006 | Fernando Alonso                                    | Renault                                            | Sahkir                                             | Rapport |
| 2005 | Fernando Alonso                                    | Renault                                            | Sahkir                                             | Rapport |
| 2004 | Michael Schumacher                                 | Ferrari                                            | Sahkir                                             | Rapport |